# Roger Penrose
Roger Penrose (Reino Unido: /ˈɹɒd͡ʒə ˈpenˌɹoz/; Colchester, 8 de agosto de 1931) es un físico matemático británico y profesor emérito de Matemáticas de la Universidad de Oxford. Es reconocido por su trabajo en física matemática, en particular por sus contribuciones a la teoría de la relatividad general y a la cosmología. También ha orientado sus esfuerzos en el ámbito de las matemáticas recreativas y es un polémico filósofo.
Fue elegido miembro de la Royal Society de Londres en 1972. Fue nombrado Knight Bachelor en 1994.
Penrose ha hecho contribuciones a la física matemática de la relatividad general y la cosmología. Ha recibido varios premios y distinciones, incluido el Premio Wolf de física de 1988, que compartió con Stephen Hawking por los teoremas de singularidad de Penrose-Hawking, el Premio Aventis en 1990 y el Premio Nobel de Física en 2020 «por el descubrimiento de que la formación de agujeros negros es una predicción sólida de la teoría general de la relatividad», que compartió con Reinhard Genzel y Andrea Ghez.

## Biografía
Penrose es hijo del científico Lionel Penrose y Margaret Leathes, y hermano del físico teórico Oliver Penrose y del ajedrecista Jonathan Penrose. Nació en Colchester, Essex, Inglaterra.

### Carrera
En 1955, siendo todavía un estudiante, Penrose reinventó la inversa generalizada (también conocida como la inversa Moore-Penrose).
Penrose consiguió su doctorado en Cambridge en 1958, escribiendo una tesis sobre métodos tensores en geometría algebraica bajo la supervisión del conocido algebrista y geómetra John A. Todd. En 1965 Penrose probó el primer teorema de las singularidades, que establece que una singularidad gravitacional se forma inevitablemente durante el colapso de una estrella lo suficientemente masiva (proceso en el cual un agujero negro queda formado), y en este trabajo se basó luego el físico Stephen Hawking para demostrar el segundo Teorema de las singularidades, que establece la incompletitud geodésica hacia el pasado de todo espacio-tiempo globalmente hiperbólico en expansión que satisfaga la condición fuerte de energía.

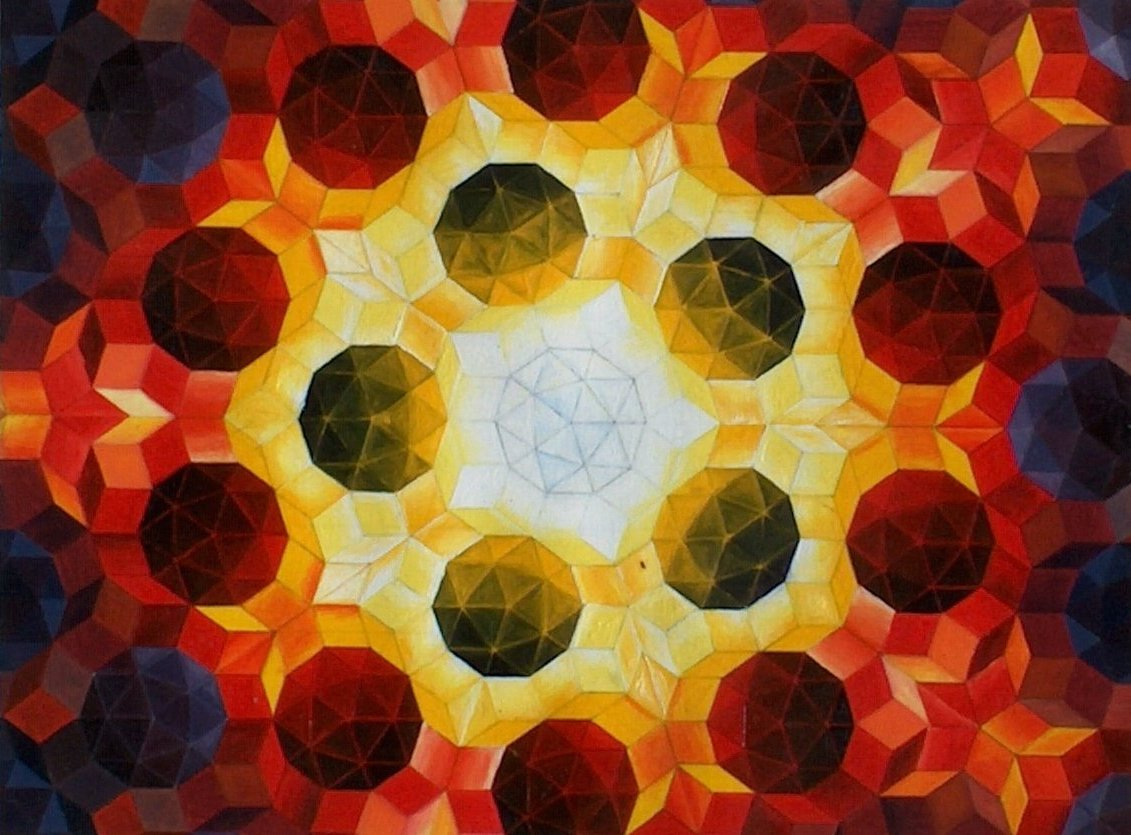
Pintura al óleo de Urs Schmid (1995) de una teselación de Penrose.

En 1967, Penrose inventó la teoría de twistores que mapea objetos geométricos de un espacio de Minkowski en un espacio complejo en cuatro dimensiones con la signatura métrica (2,2). A pesar del fracaso de la esperanza inicial de que los twistores pudieran llevar a una teoría cuántica de la gravedad, los twistores han hallado numerosas aplicaciones en la teoría de campos, en el cálculo de amplitudes de dispersión, en la teoría de supercuerdas y en la teoría de ecuaciones diferenciales parciales.
En 1969 conjeturó la hipótesis de censura cósmica. Esta propone (de forma informal) que el universo nos protege de la inherente impredictibilidad de las singularidades (como los agujeros negros) ocultándolos de la vista. Esta forma es conocida actualmente como la hipótesis débil de la censura; en 1979, Penrose formuló una versión más firme llamada la hipótesis fuerte de la censura. En conjunción con la conjetura BKL y problemas con la estabilidad no lineal, resolver la conjetura de la censura cósmica es uno de los problemas más importantes en la teoría de la relatividad.
Roger Penrose es conocido por su descubrimiento en 1974 de los teselados de Penrose, que están formados por dos teselas que solo pueden teselar el plano de forma aperiódica. En 1984 se encontraron patrones similares en la organización de átomos en cuasicristales. Su contribución más importante puede ser su introducción en 1971 de las redes de espín, que posteriormente fueron componente esencial de la gravedad cuántica de bucles. Penrose influyó en la popularización de los diagramas conformes comúnmente conocidos como diagramas de Penrose, que se han convertido en moneda corriente en la física teórica.
En 2004 Penrose publicó El camino a la realidad: Una guía completa a las leyes del universo, un libro de 1471 páginas con la intención de proveer una guía general sobre las leyes de la física, y que constituye uno de los mejores libros de divulgación de las últimas décadas.

## La teoría de la mente de Penrose
Penrose ha argumentado que debe haber algo de naturaleza no computable en las leyes físicas que describen la actividad mental. Este argumento tiene como base el teorema de la incompletitud de Gödel, que habla de la imposibilidad de una demostración formal de una cierta proposición matemática, aunque para el entendimiento humano ésta sea de hecho verdadera. También en las ideas de Stuart Hameroff. Tanto Penrose como Hameroff postulan que la mente y el cerebro son dos entidades separables. Hameroff, médico anestesista, lo hace a través de sus estudios sobre los microtúbulos y el citoesqueleto celular, especialmente en las neuronas, mientras que Penrose lo hace desde el teorema de la incompletitud.
El modelo que defiende Penrose, junto con Hameroff, trata de explicar sucesos difíciles de entender a través de las neurociencias convencionales, y para ello se apoya en aspectos revisados de la teoría cuántica (por ejemplo, el concepto de coherencia), así como la existencia de un fenómeno físico, inédito hasta ahora, que parece darse en el interior de las neuronas cuando la función de onda cuántica se colapsa por sí misma en una reducción objetiva orquestada.
Sus consideraciones a favor de los orgánulos celulares mencionados se apoyan en varias sugerencias:
1. Estas entidades existen en todo tipo de células, con lo que habría una explicación para los comportamientos complejos de seres simples sin sistema nervioso neuronal, como el paramecio.
2. Debido a que cada neurona contiene una cantidad enorme de microtúbulos, el poder de computación del cerebro se incrementaría en un factor de 1013.
3. Dentro del microtúbulo podría existir un estado especialmente ordenado del agua, llamado agua «vicinal», que podría ayudar a mantener el estado de coherencia cuántica buscado.
4. La acción de los anestésicos generales podría interferir en la actividad microtubular, hipótesis apoyada por el hecho de que estos anestésicos también actúan sobre seres simples. Ejemplo: amebas o paramecios.

Penrose sugiere que ninguna máquina de computación podrá ser tan inteligente como un ser humano, ya que los sistemas formales algorítmicos (o sea, los sistemas de instrucciones secuenciadas sobre los cuales están construidas las computadoras) nunca les otorgarán la capacidad de comprender y encontrar verdades que los seres humanos poseen.

## La teoría de loseonesde Penrose

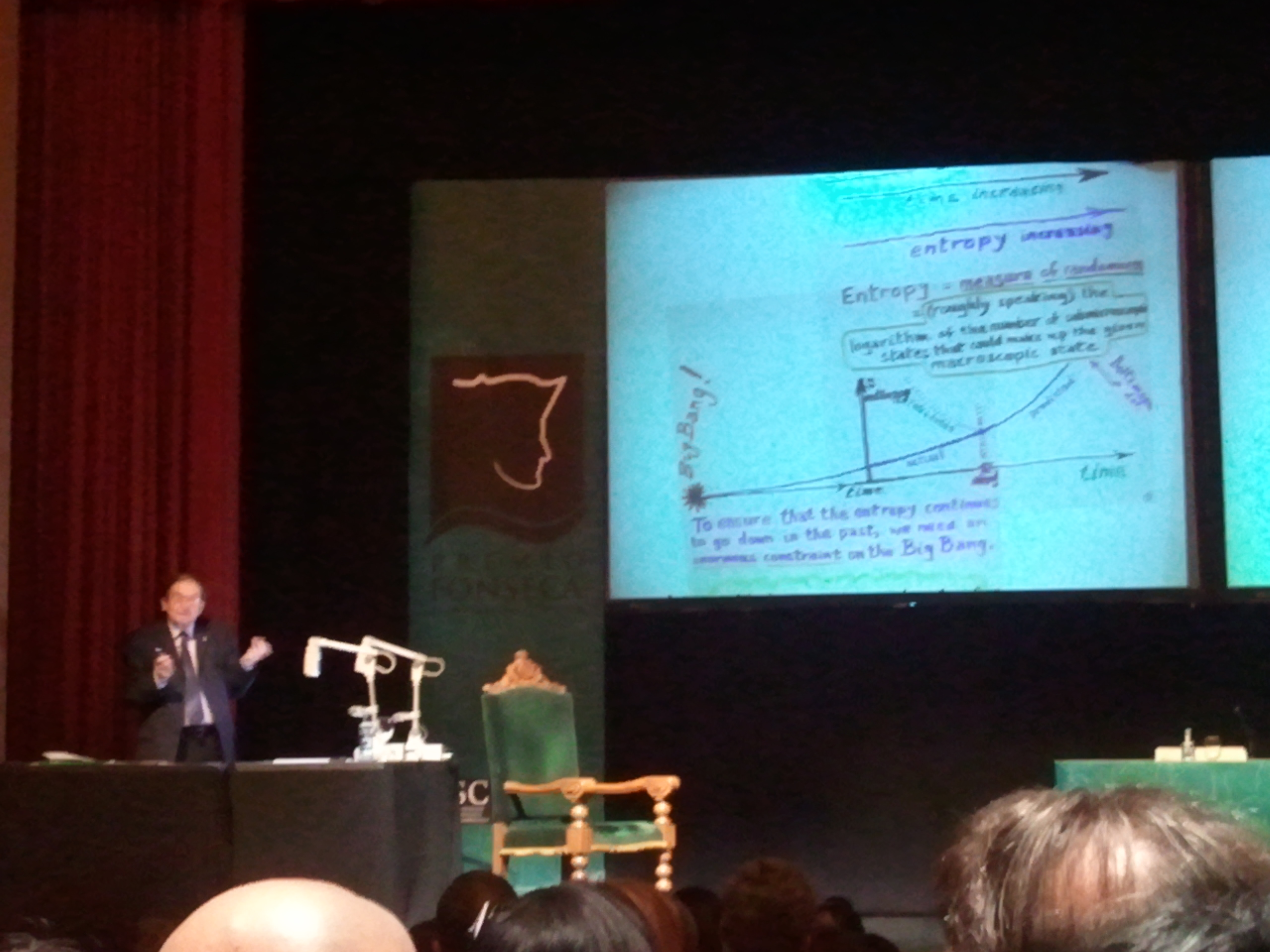
Roger Penrose explicando su teoría en la Universidad de Santiago de Compostela, donde recogió el premio Fonseca.

Esta teoría se conoce como cosmología cíclica conforme.
Desde 2005 Penrose ha estado trabajando en un nuevo esquema cosmológico cíclico pero consistente con la expansión acelerada del Universo, en la que ésta sería debida a los efectos repulsivos (a gran escala) del campo gravitatorio descrito mediante las ecuaciones del campo de Einstein con una constante cosmológica positiva.

## Interpretación de Penrose de la mecánica cuántica
Otro campo de interés para Penrose ha sido el problema de la medida de la mecánica cuántica, que él vincula a una teoría de la gravedad cuántica. Para Penrose una futura teoría de la gravedad cuántica al describir cuánticamente el espacio-tiempo conllevaría un ingrediente nuevo que podría resolver el problema de la medida. Para Penrose la incertidumbre que provocan los efectos cuánticos en la curvatura del espacio-tiempo sería un factor que puede llevar a un colapso objetivo de la función de onda y ha ofrecido una interpretación especulativa de como sería esto posible conocida como interpretación de Penrose de la mecánica cuántica.

## Premio Nobel
En 2020, Penrose fue galardonado con la mitad del Premio Nobel de Física por el descubrimiento de que la formación de agujeros negros es una predicción sólida de la teoría general de la relatividad, la otra mitad fue compartida entre Reinhard Genzel y Andrea M. Ghez.

## Libros
- Penrose, Roger (1989). La nueva mente del emperador. Mondadori, 1989, ISBN 84-397-1786-5.
- Penrose, Roger (1996). Las sombras de la mente: hacia una comprensión científica de la consciencia. Editorial Crítica, 1996, ISBN 84-7423-771-8.
- Penrose, Roger (2004). Prólogo de Einstein 1905: un año milagroso. Planeta, 2004, ISBN 84-8432-215-7.
- Penrose, Roger (2006). El camino a la realidad: Una guía completa a las leyes del universo. Editorial Debate, 2006, ISBN 84-8306-681-5.
- Penrose, Roger (2011). Ciclos del tiempo. Editorial Debate, 2010, ISBN 978-84-8306-922-6. Debolsillo, 2011, ISBN 978-84-9989-199-6.
- Penrose, Roger (2017). Moda, fe y fantasía en la nueva física del universo. Editorial Debate, 2017, ISBN 978-84-9992-789-3.

### Como coautor
- Penrose, Roger & Hawking, Stephen (1995). Cuestiones cuánticas y cosmológicas. Alianza Editorial, 1995, ISBN 84-206-2756-9.
- Hawking, Stephen & Penrose, Roger (1996). La naturaleza del espacio y el tiempo. Editorial Debate, 1996, ISBN 84-8306-032-9.
- Penrose, Roger; Shimony, Abner; Cartwright, Nancy; Hawking, Stephen & Longair, Malcolm (1999). Lo grande, lo pequeño y la mente humana. Cambridge University Press, 1999. ISBN 84-8323-047-X.

### Textos académicos
- Penrose, Roger (1972). Techniques of Differential Topology in Relativity, Society for Industrial & Applied Mathematics. 1972, ISBN 0-89871-005-7.
- Penrose, Roger & Rindler, Wolfgang (1987). Spinors and Space-Time: Volume 1, Two-Spinor Calculus and Relativistic Fields. Cambridge University Press, 1987, ISBN 0-521-33707-0.
- Penrose, Roger & Rindler, Wolfgang (1988). Spinors and Space-Time: Volume 2, Spinor and Twistor Methods in Space-Time Geometry. Cambridge University Press, 1988, ISBN 0-521-34786-6.